# Psychic TV
Psychic TV je glasbena skupina, ki večinoma ustvarja elektronsko plesno glasbo, včasih pa jo zanese tudi v psihedeliko, punk in eksperimentalno glasbo. Skupino sta ustvarila umetnik Genesis P-Orridge in Peter Christoperson po tem, ko je leta 1981 razpadel njun prvi band, Throbbing Gristle.